# Leichtathletik-Weltmeisterschaften 2019/400 m der Männer

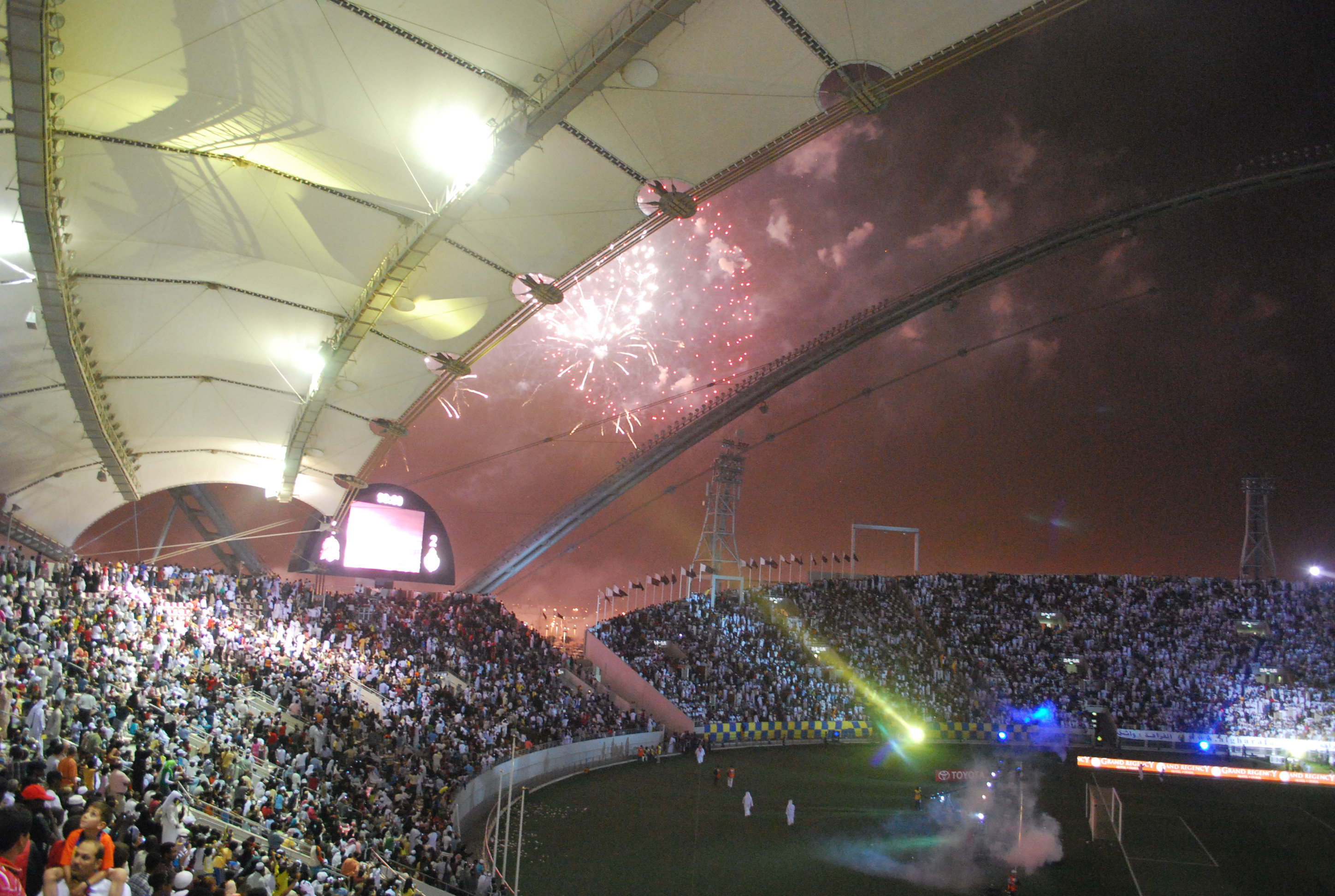
Das Khalifa International Stadium
während des Emir Cups im Jahr 2009

Der 400-Meter-Lauf der Männer bei den Leichtathletik-Weltmeisterschaften 2019 fand am 1., 2. und 4. Oktober 2019 im Khalifa International Stadium der katarischen Hauptstadt Doha statt.
42 Athleten aus 31 Ländern nahmen an dem Wettbewerb teil.
Die Goldmedaille gewann der Vizeweltmeister von 2017 Steven Gardiner aus Bahamas nach 43,48 s. Bei den Olympischen Spielen 2016 hatte er außerdem Bronze mit der 4-mal-400-Meter-Staffel seines Landes gewonnen.

Silber ging in 44,15 s an den aktuellen Südamerikameister Anthony Zambrano aus Kolumbien, der als Mitglied der kolumbianischen 4-mal-400-Meter-Staffel bei den Südamerikameisterschaften 2019 Gold gewonnen hatte.

Die Bronzemedaille sicherte sich der US-Amerikaner Fred Kerley in 44,17 s. Er hatte mit seiner 4-mal-400-Meter-Staffel 2017 WM-Silber gewonnen und errang hier in Doha am Schlusstag Staffelgold.

## Rekorde
Vor dem Wettbewerb galten folgende Rekorde:
| Weltrekord               | Wayde van Niekerk | 43,03 s | OS in Rio de Janeiro, Brasilien | 14. August 2016 |
| Weltmeisterschaftsrekord | Michael Johnson   | 43,18 s | WM in Sevilla, Spanien          | 26. August 1999 |

Der bestehende WM-Rekord wurde bei diesen Weltmeisterschaften nicht eingestellt und nicht verbessert.
Es gab einen Kontinentalrekord und vier Landesrekorde.
- Kontinentalrekord:
  - 44,15 s (Südamerikarekord) – Anthony Zambrano (Kolumbien), Finale am 4. Oktober
- Landesrekorde:
  - 46,80 s – Todisoa Rabearison (Madagaskar), vierter Vorlauf am 1. Oktober
  - 47,41 s – Jessy Franco (Gibraltar), sechster Vorlauf am 1. Oktober
  - 44,45 s – Anthony Zambrano (Kolumbien), drittes Halbfinale am 2. Oktober
  - 43,48 s – Steven Gardiner (Bahamas), Finale am 4. Oktober

## Vorläufe
Aus den sechs Vorläufen qualifizierten sich die jeweils drei Ersten jedes Laufes – hellblau unterlegt – und zusätzlich die sechs Zeitschnellsten – hellgrün unterlegt – für das Halbfinale.

### Lauf 1

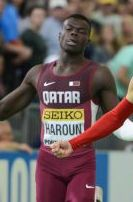
Abdalelah Haroun – ausgeschieden als Sechster in 47,76 s
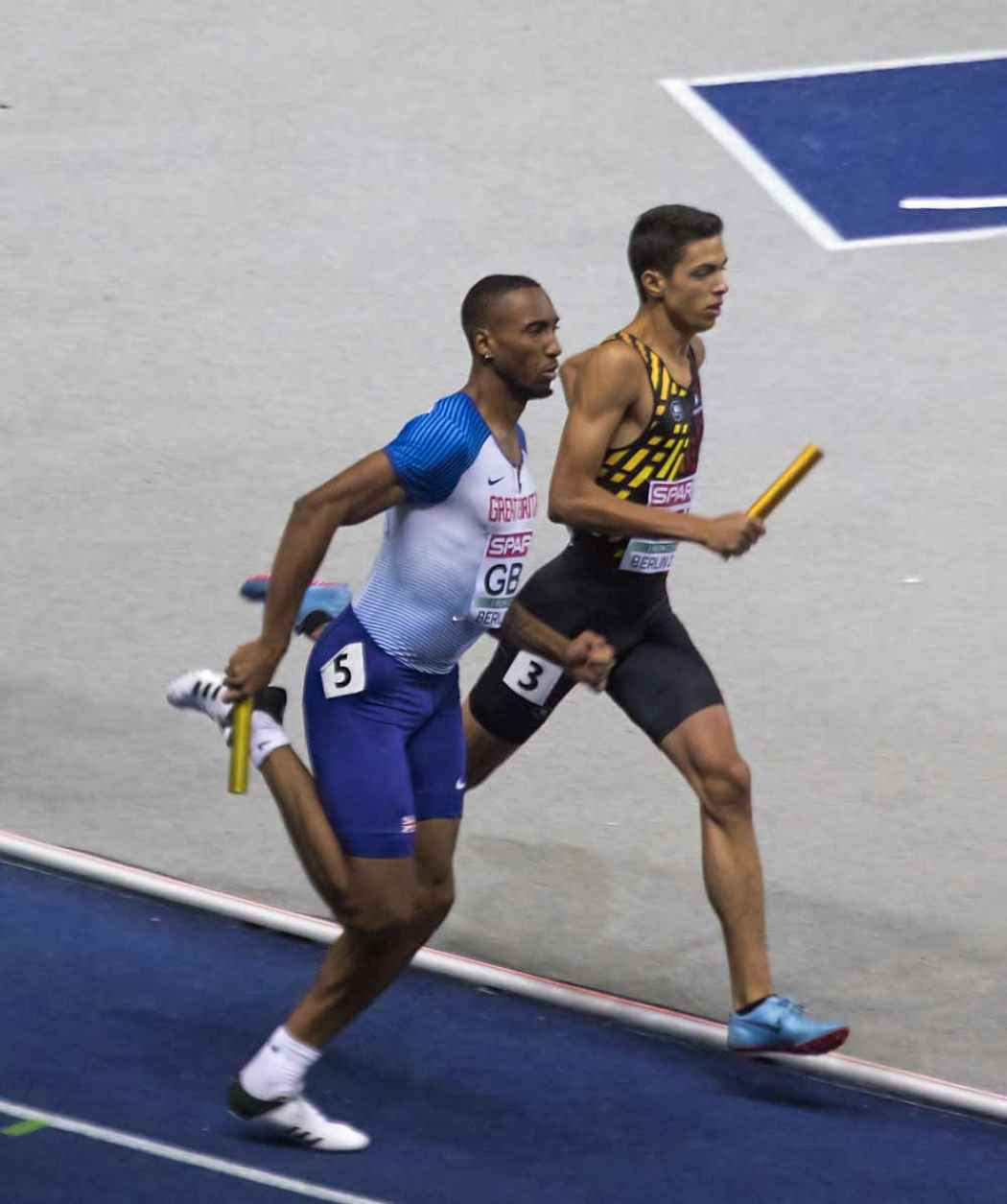
Matthew Hudson-Smith (blaues Trikot) – Rennen nicht beendet

1. Oktober 2019, 16:35 Uhr Ortszeit (15:35 Uhr MESZ)
| Platz | Bahn | Athlet               | Land                | Zeit (s) |
| ----- | ---- | -------------------- | ------------------- | -------- |
| 1     | 3    | Machel Cedenio       | Trinidad und Tobago | 45,26    |
| 2     | 4    | Akeem Bloomfield     | Jamaika             | 45,34    |
| 3     | 8    | Thapelo Phora        | Südafrika           | 45,45    |
| 4     | 5    | Alphas Kishoyian     | Kenia               | 45,65    |
| 5     | 6    | Lucas Carvalho       | Brasilien           | 46,01    |
| 6     | 2    | Abdalelah Haroun     | Katar               | 47,76 SB |
| DNF   | 7    | Matthew Hudson-Smith | Großbritannien      |          |

### Lauf 2

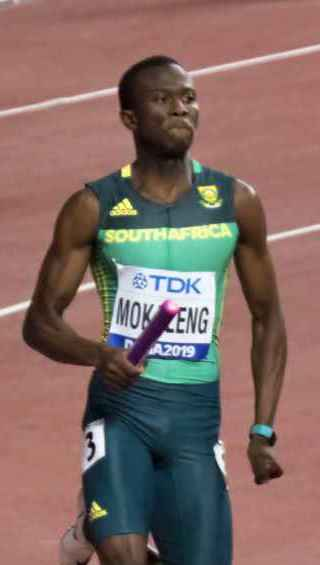
Derrick Mokaleng – ausgeschieden als Fünfter in 45,87 s
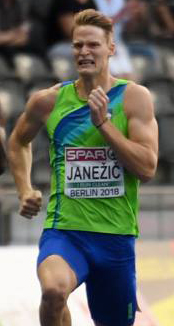
Luka Janežič – ausgeschieden als Sechster in 46,84 s

1. Oktober 2019, 16:43 Uhr Ortszeit (15:43 Uhr MESZ)
| Platz | Bahn | Athlet           | Land       | Zeit (s) |
| ----- | ---- | ---------------- | ---------- | -------- |
| 1     | 2    | Kirani James     | Grenada    | 44,94    |
| 2     | 8    | Julian Walsh     | Japan      | 45,14 PB |
| 3     | 3    | Vernon Norwood   | USA        | 45,59    |
| 4     | 7    | Steven Solomon   | Australien | 45,82    |
| 5     | 6    | Derrick Mokaleng | Südafrika  | 45,87    |
| 6     | 4    | Luka Janežič     | Slowenien  | 46,84    |
| 7     | 5    | Tikie Terry Mael | Vanuatu    | 48,52 PB |

### Lauf 3
1. Oktober 2019, 16:51 Uhr Ortszeit (15:51 Uhr MESZ)
| Platz | Bahn | Athlet               | Land           | Zeit (s) |
| ----- | ---- | -------------------- | -------------- | -------- |
| 1     | 4    | Davide Re            | Italien        | 45,08    |
| 2     | 3    | Fred Kerley          | USA            | 45,19    |
| 3     | 7    | Abbas Abubakar Abbas | Bahrain        | 45,47    |
| 4     | 8    | Mazen al-Yasen       | Saudi-Arabien  | 45,70    |
| 5     | 2    | Michail Litwin       | Kasachstan     | 46,28    |
| 6     | 5    | Bachir Mahamat       | Tschad         | 47,65    |
| 7     | 6    | Jovan Stojoski       | Nordmazedonien | 47,92    |

### Lauf 4

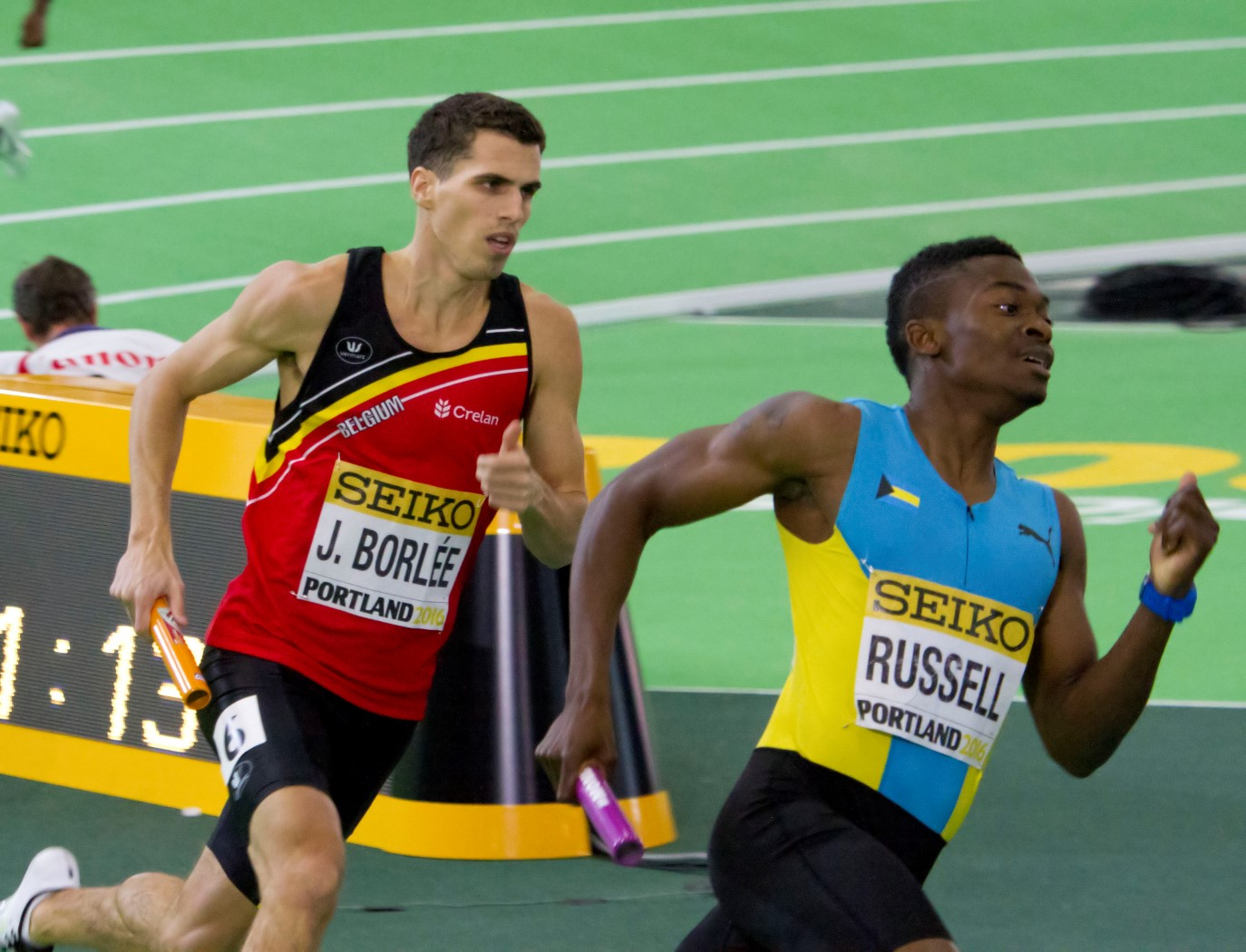
Alonzo Russell (rechts) – ausgeschieden als Fünfter in 45,91 s

1. Oktober 2019, 16:59 Uhr Ortszeit (15:59 Uhr MESZ)
| Platz | Bahn | Athlet             | Land       | Zeit (s) |
| ----- | ---- | ------------------ | ---------- | -------- |
| 1     | 7    | Michael Norman     | USA        | 45,00    |
| 2     | 5    | Demish Gaye        | Jamaika    | 45,02    |
| 3     | 3    | Leungo Scotch      | Botswana   | 45,10 PB |
| 4     | 4    | Yousef Karam       | Kuwait     | 45,74    |
| 5     | 2    | Alonzo Russell     | Bahamas    | 45,91    |
| 6     | 6    | Todisoa Rabearison | Madagaskar | 46,80 NR |
| 7     | 8    | Moussa Zaroumeye   | Niger      | 48,13    |

### Lauf 5

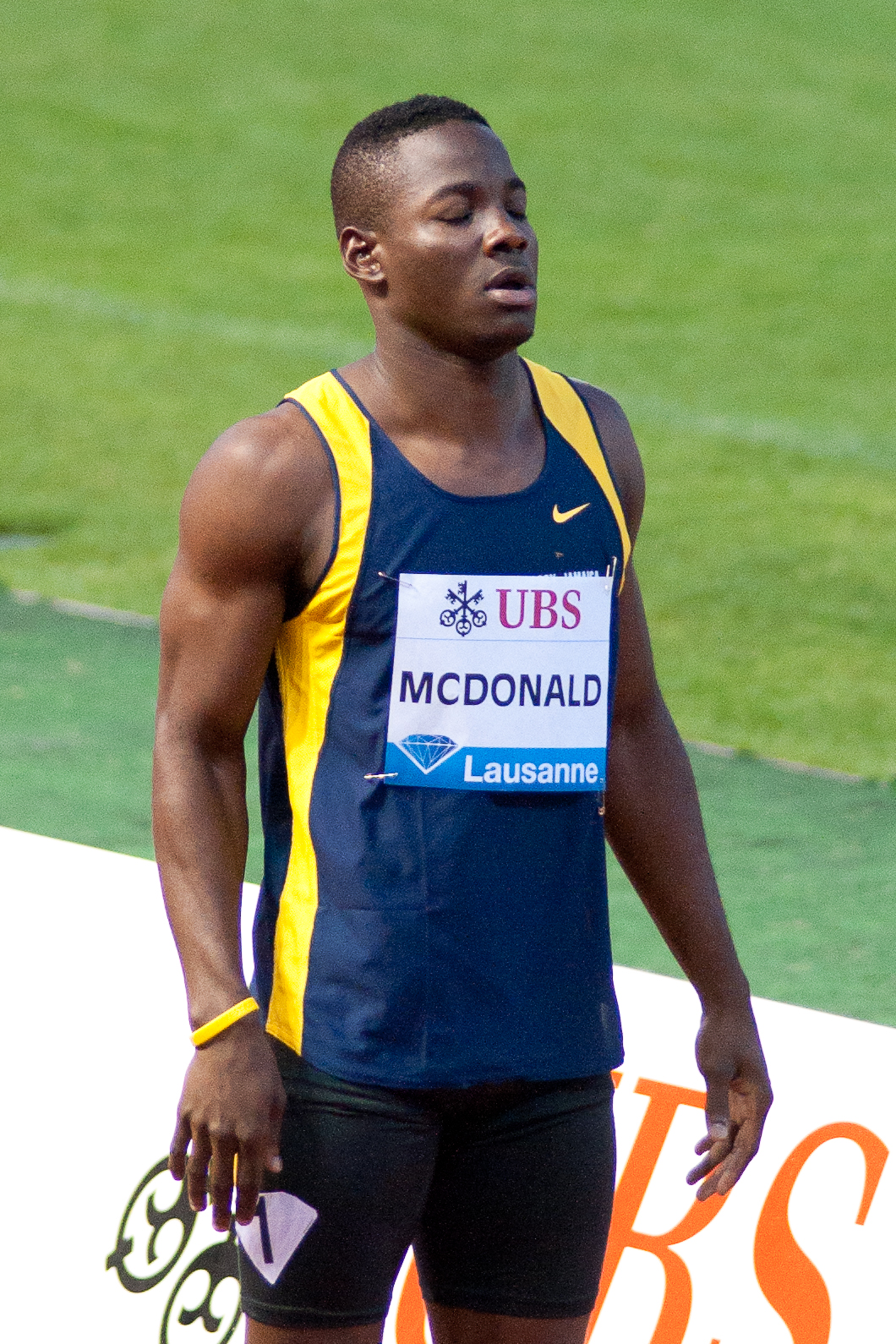
Rusheen McDonald – ausgeschieden als Fünfter in 46,21 s

1. Oktober 2019, 17:07 Uhr Ortszeit (16:07 Uhr MESZ)
| Platz | Bahn | Athlet                | Land                           | Zeit (s) |
| ----- | ---- | --------------------- | ------------------------------ | -------- |
| 1     | 3    | Steven Gardiner       | Bahamas                        | 45,68    |
| 2     | 5    | Philip Osei           | Kanada                         | 45,87    |
| 3     | 6    | Anthony Zambrano      | Kolumbien                      | 45,93    |
| 4     | 7    | Ditiro Nzamani        | Botswana                       | 46,19    |
| 5     | 2    | Rusheen McDonald      | Jamaika                        | 46,21    |
| 6     | 4    | Brandon Parris        | St. Vincent und die Grenadinen | 47,39    |
| 7     | 8    | Mohammad Jahir Rayhan | Bangladesch                    | 48,48    |

### Lauf 6

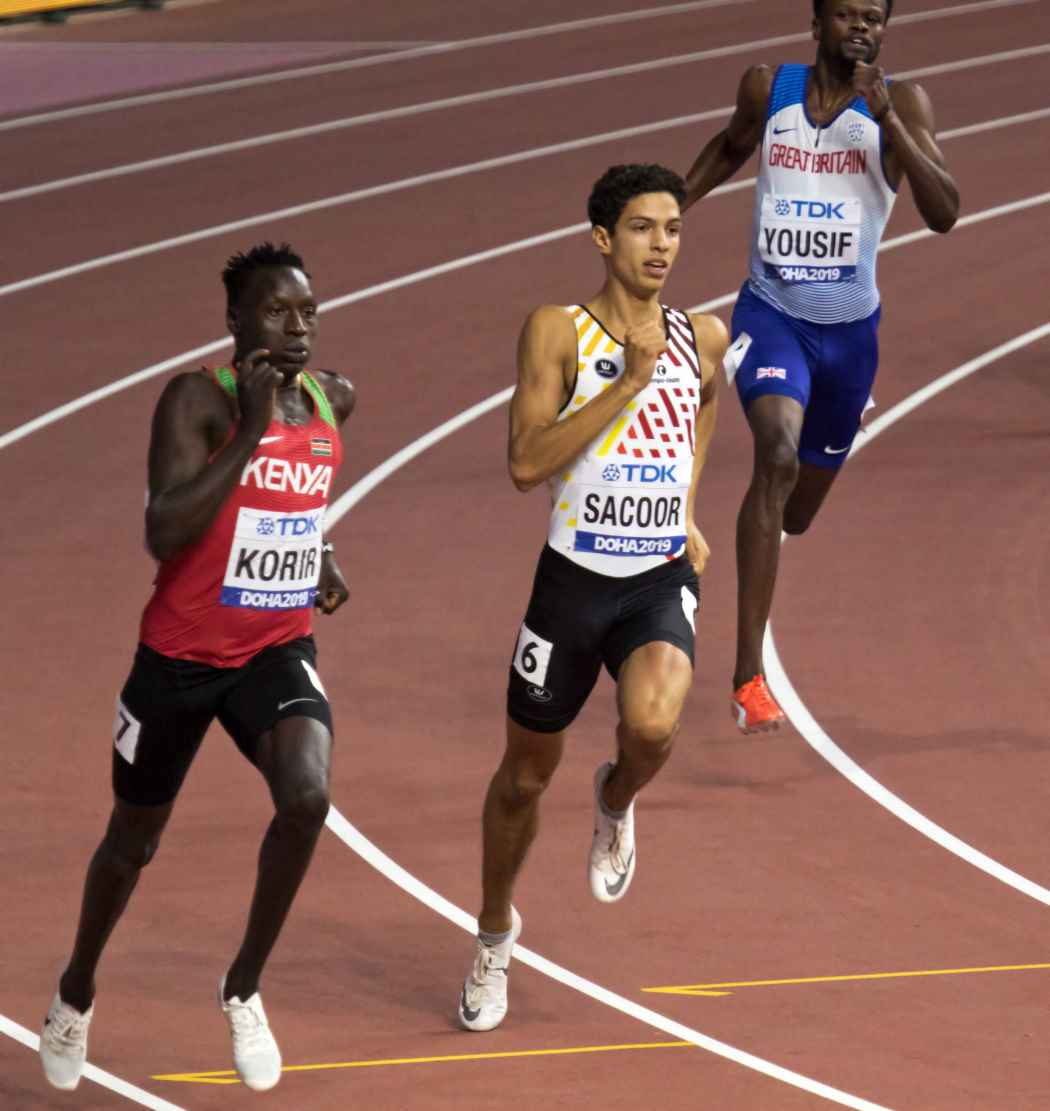
Sechster Vorlauf (v. l. n. r.): Emmanuel Korir, Jonathan Sacoor, Rabah Yousif

1. Oktober 2019, 17:15 Uhr Ortszeit (16:15 Uhr MESZ)
| Platz | Bahn | Athlet              | Land           | Zeit (s) |
| ----- | ---- | ------------------- | -------------- | -------- |
| 1     | 7    | Emmanuel Korir      | Kenia          | 45,08    |
| 2     | 6    | Jonathan Sacoor     | Belgien        | 45,32    |
| 3     | 5    | Rabah Yousif        | Großbritannien | 45,40    |
| 4     | 8    | Jhon Perlaza        | Kolumbien      | 45,62    |
| 5     | 3    | Nathan Strother     | USA            | 45,71    |
| 6     | 4    | Taha Hussein Yaseen | Irak           | 46,58    |
| 7     | 2    | Jessy Franco        | Gibraltar      | 47,41 NR |

## Halbfinale
Aus den drei Halbfinalläufen qualifizierten sich die jeweils zwei Ersten jedes Laufes – hellblau unterlegt – und zusätzlich die zwei Zeitschnellsten – hellgrün unterlegt – für das Finale.

### Lauf 1

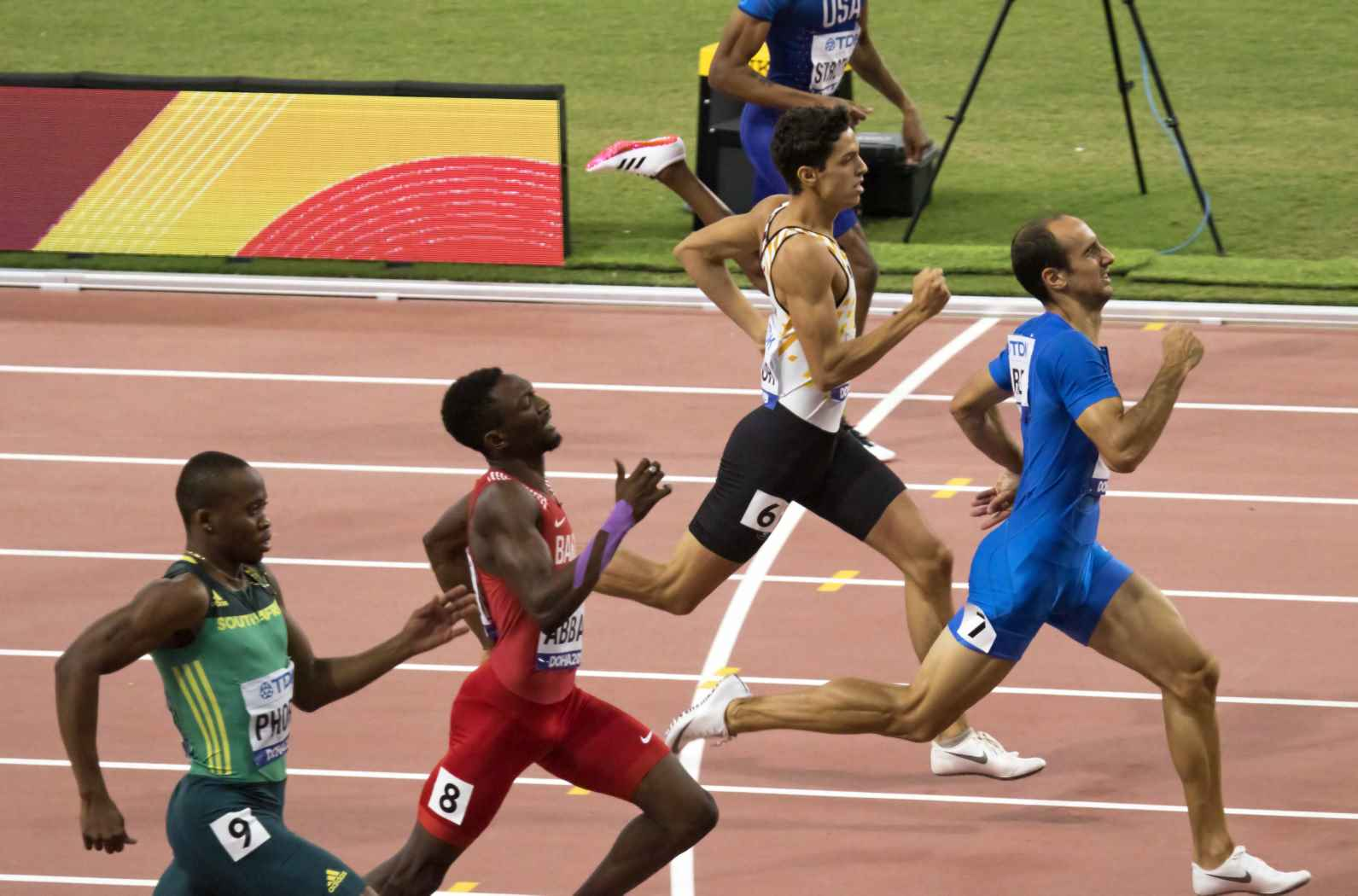
Erstes Halbfinale, eingangs der Zielkurve (v. l. n. r.): Thapelo Phora, Abbas Abubakar Abbas, Nathan Strother, Jonathan Sacoor, Davide Re

2. Oktober 2019, 20:35 Uhr Ortszeit (19:35 Uhr MESZ)
| Platz | Bahn | Athlet               | Land          | Zeit (s) |
| ----- | ---- | -------------------- | ------------- | -------- |
| 1     | 4    | Fred Kerley          | USA           | 44,25    |
| 2     | 5    | Emmanuel Korir       | Kenia         | 44,37 SB |
| 3     | 7    | Davide Re            | Italien       | 44,85    |
| 4     | 6    | Jonathan Sacoor      | Belgien       | 45,03 PB |
| 5     | 9    | Thapelo Phora        | Südafrika     | 45,24    |
| 6     | 8    | Abbas Abubakar Abbas | Bahrain       | 45,26    |
| 7     | 2    | Nathan Strother      | USA           | 45,34    |
| 8     | 3    | Mazen al-Yasen       | Saudi-Arabien | 46,11    |

Im ersten Halbfinale ausgeschiedene Läufer:

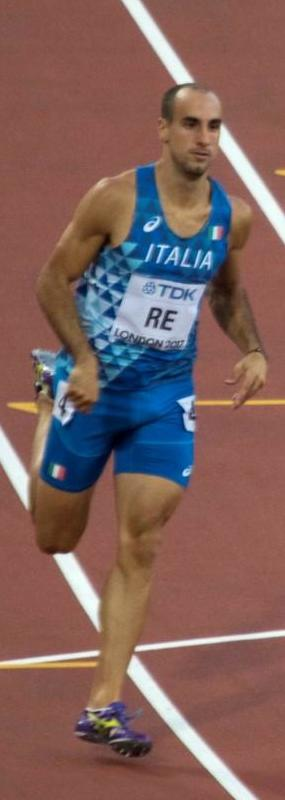
Davide Re Rang drei in 44,85 s
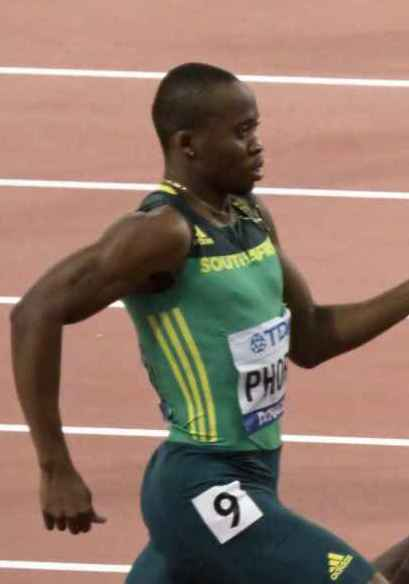
Thapelo Phora Rang fünf in 45,24 s

### Lauf 2

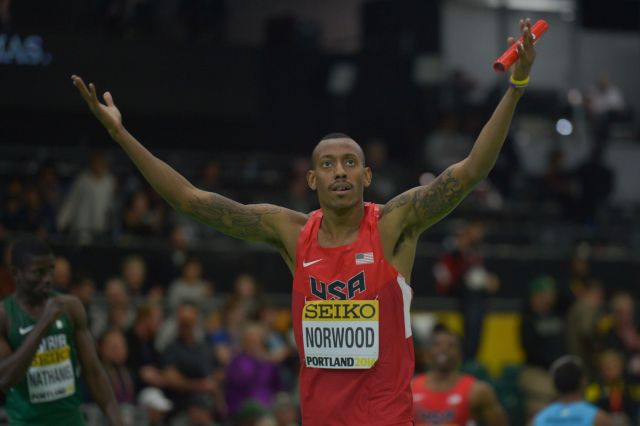
Vernon Norwood – ausgeschieden als Vierter in 45,00 s
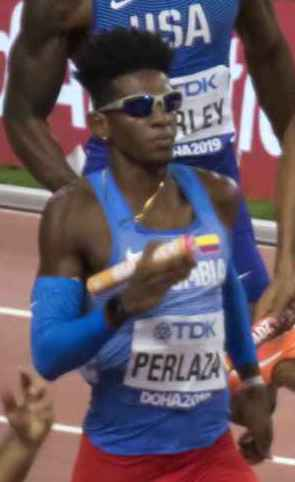
Jhon Perlaza – ausgeschieden als Sechster in 45,17 s
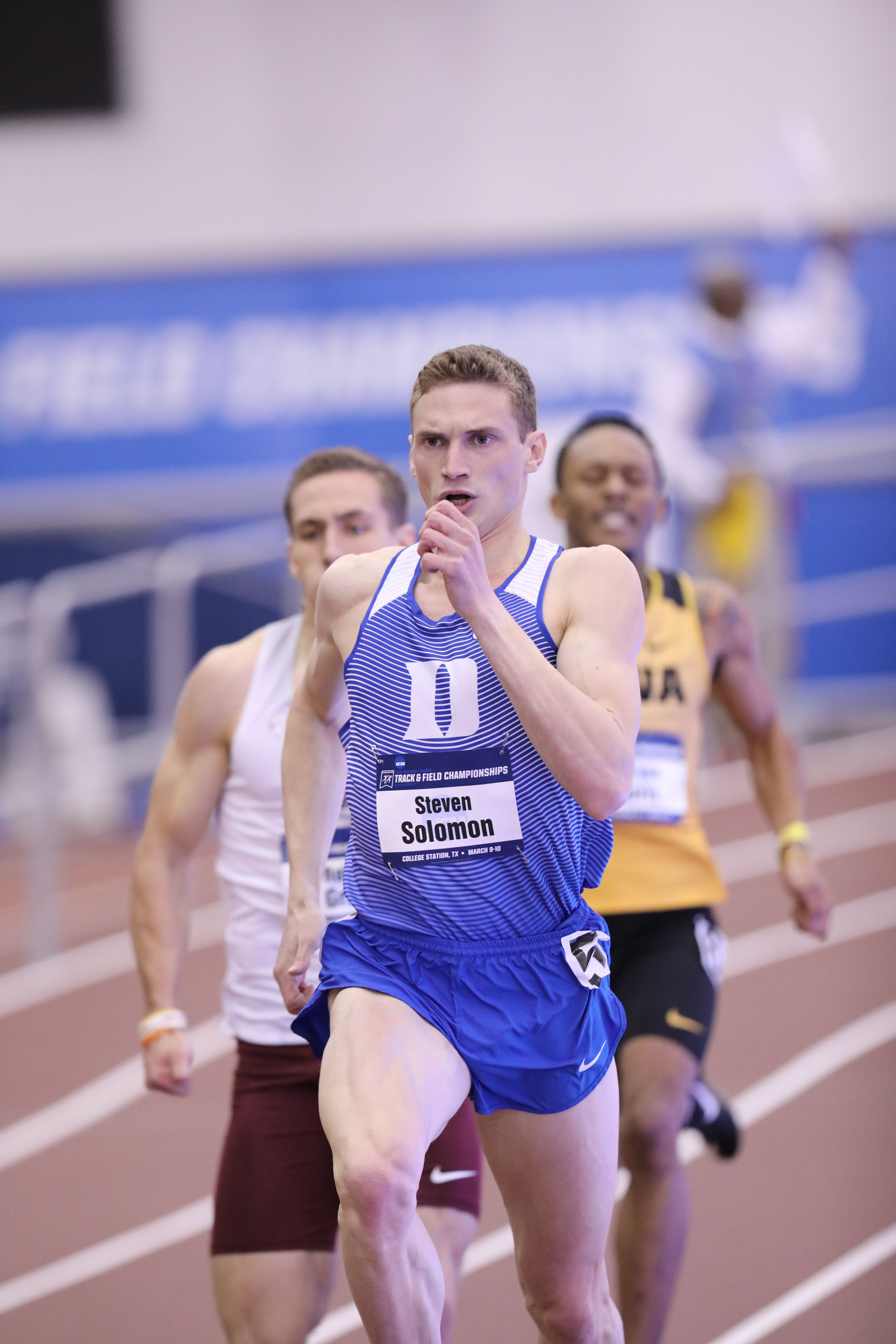
Steven Solomon – ausgeschieden als Achter in 45,54 s

2. Oktober 2019, 20:43 Uhr Ortszeit (19:43 Uhr MESZ)
| Platz | Bahn | Athlet          | Land       | Zeit (s) |
| ----- | ---- | --------------- | ---------- | -------- |
| 1     | 6    | Steven Gardiner | Bahamas    | 44,13 SB |
| 2     | 5    | Kirani James    | Grenada    | 44,23 SB |
| 3     | 7    | Demish Gaye     | Jamaika    | 44,66 SB |
| 4     | 9    | Vernon Norwood  | USA        | 45,00    |
| 5     | 8    | Leungo Scotch   | Botswana   | 45,00 PB |
| 6     | 3    | Jhon Perlaza    | Kolumbien  | 45,17    |
| 7     | 4    | Philip Osei     | Kanada     | 45,44    |
| 8     | 2    | Steven Solomon  | Australien | 45,54 SB |

### Lauf 3

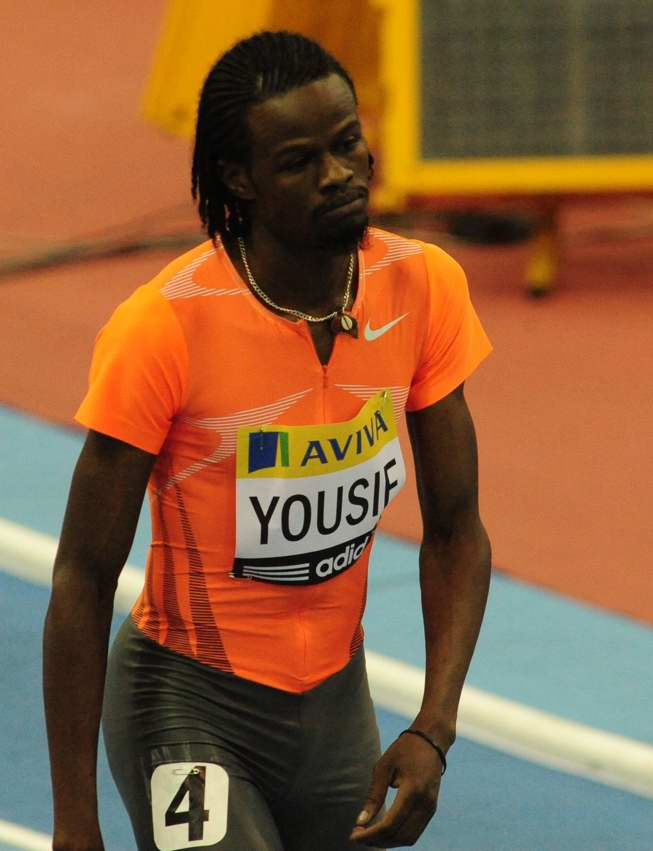
Rabah Yousif – ausgeschieden als Fünfter in 45,15 s
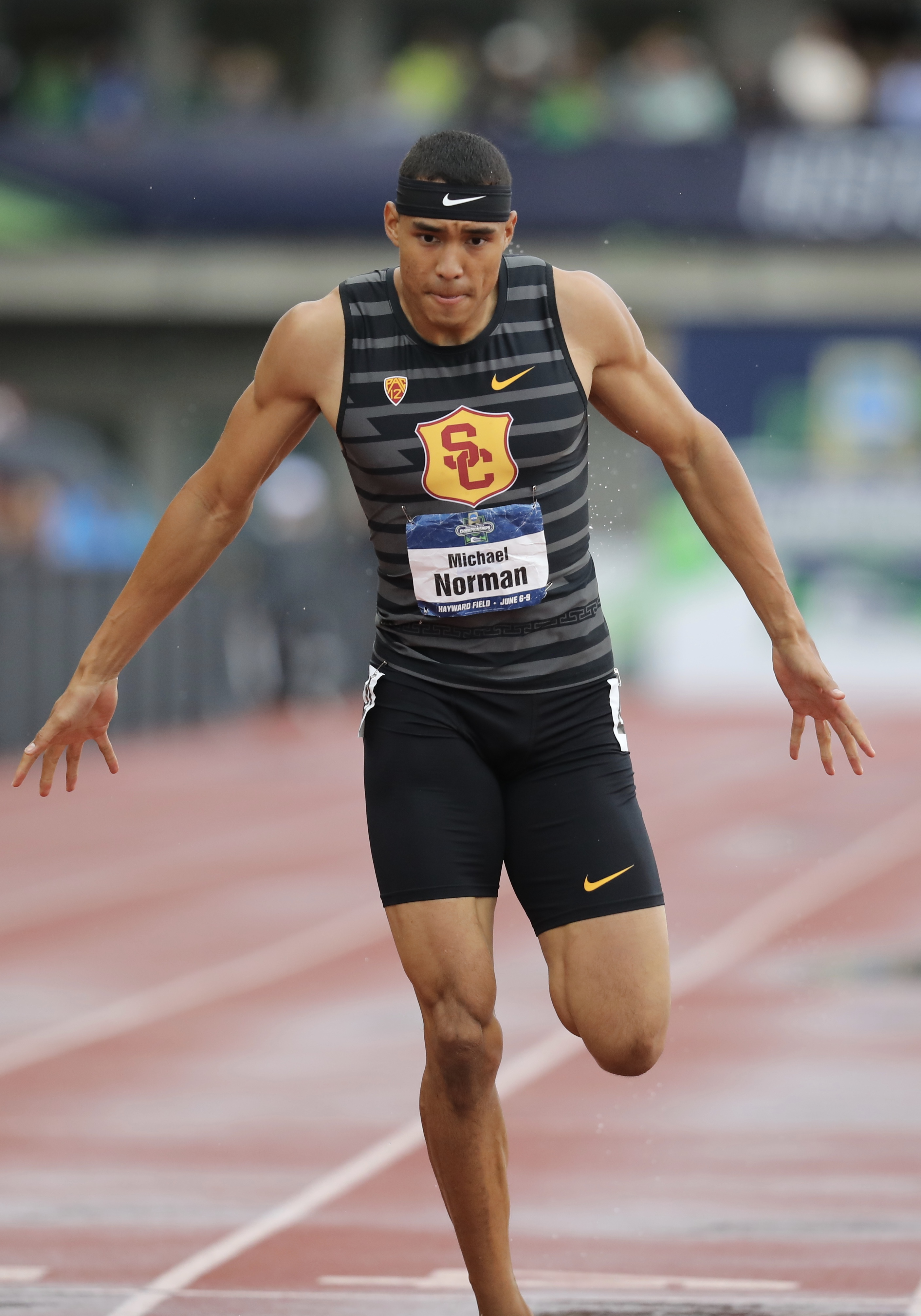
Michael Norman – ausgeschieden als Siebter in 45,94 s
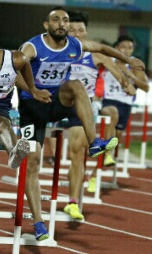
Yousef Karam – nicht im Ziel

2. Oktober 2019, 20:51 Uhr Ortszeit (19:51 Uhr MESZ)
| Platz | Bahn | Athlet           | Land                | Zeit (s) |
| ----- | ---- | ---------------- | ------------------- | -------- |
| 1     | 7    | Machel Cedenio   | Trinidad und Tobago | 44,41 SB |
| 2     | 8    | Anthony Zambrano | Kolumbien           | 44,55 NR |
| 3     | 6    | Akeem Bloomfield | Jamaika             | 44,77    |
| 4     | 5    | Julian Walsh     | Japan               | 45,13 PB |
| 5     | 9    | Rabah Yousif     | Großbritannien      | 45,15 SB |
| 6     | 2    | Alphas Kishoyian | Kenia               | 45,55    |
| 7     | 4    | Michael Norman   | USA                 | 45,94    |
| DNF   | 3    | Yousef Karam     | Kuwait              |          |

## Finale

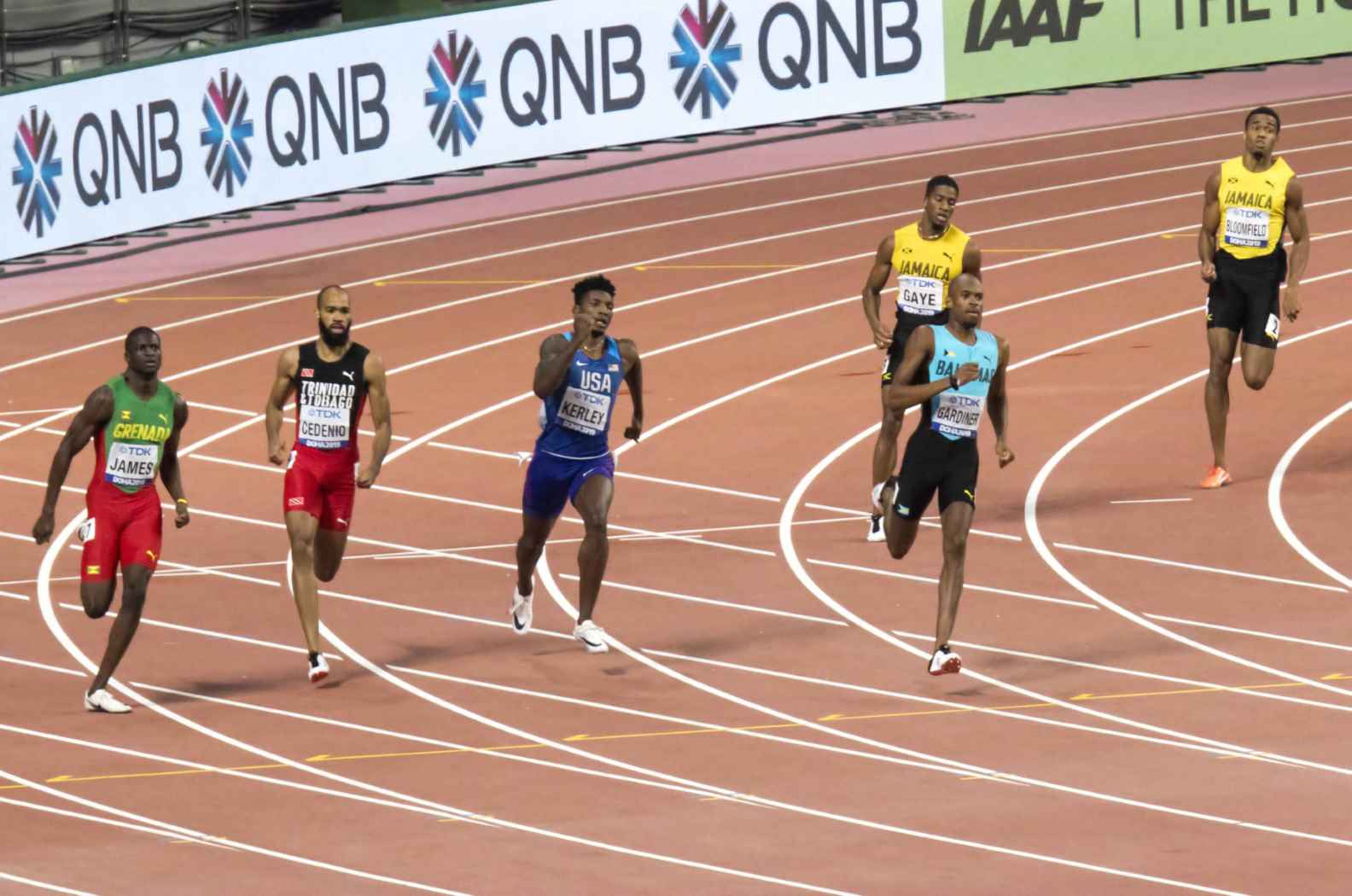
Das 400-Meter-Finale eingangs der Zielgeraden

4. Oktober 2019, 22:20 Uhr Ortszeit (21:20 Uhr MESZ)
| Platz | Bahn | Athlet           | Land                | Zeit (s) |
| ----- | ---- | ---------------- | ------------------- | -------- |
|       | 4    | Steven Gardiner  | Bahamas             | 43,48 NR |
|       | 8    | Anthony Zambrano | Kolumbien           | 44,15 SR |
|       | 5    | Fred Kerley      | USA                 | 44,17    |
| 4     | 3    | Demish Gaye      | Jamaika             | 44,46 PB |
| 5     | 7    | Kirani James     | Grenada             | 44,54    |
| 6     | 9    | Emmanuel Korir   | Kenia               | 44,94    |
| 7     | 6    | Machel Cedenio   | Trinidad und Tobago | 45,30    |
| 8     | 2    | Akeem Bloomfield | Jamaika             | 45,36    |

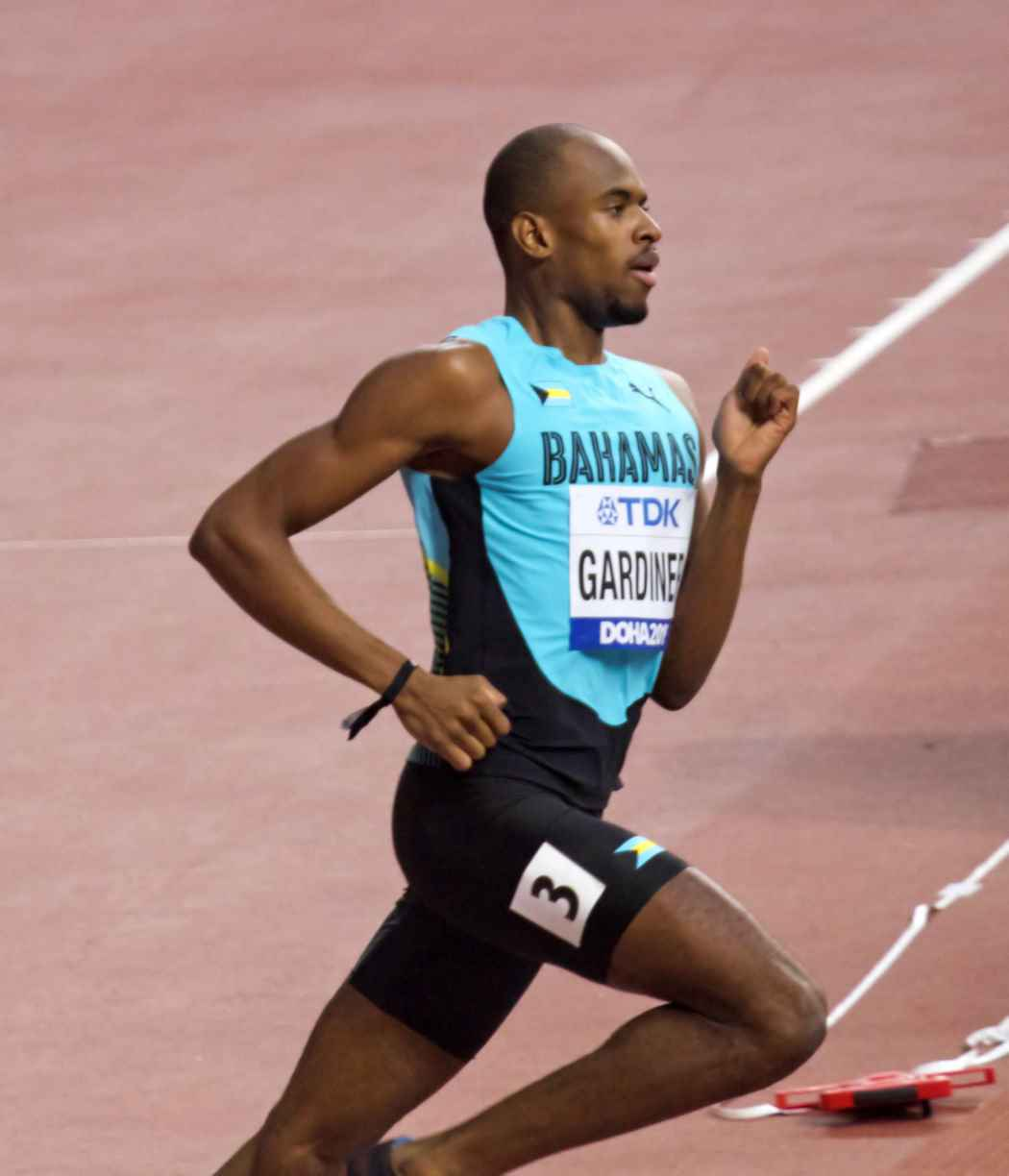
Weltmeister Steven Gardiner in seinem Vorlauf
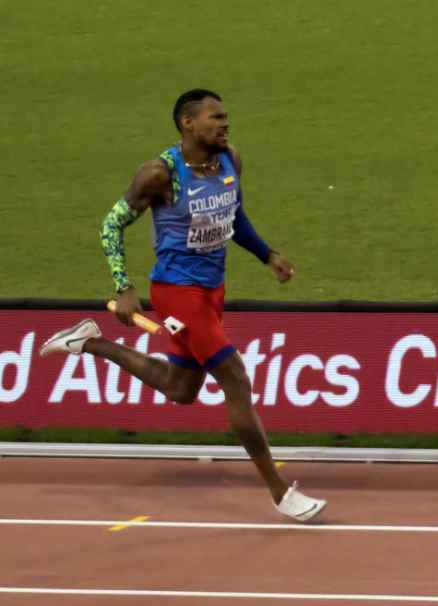
Vizeweltmeister Anthony Zambrano
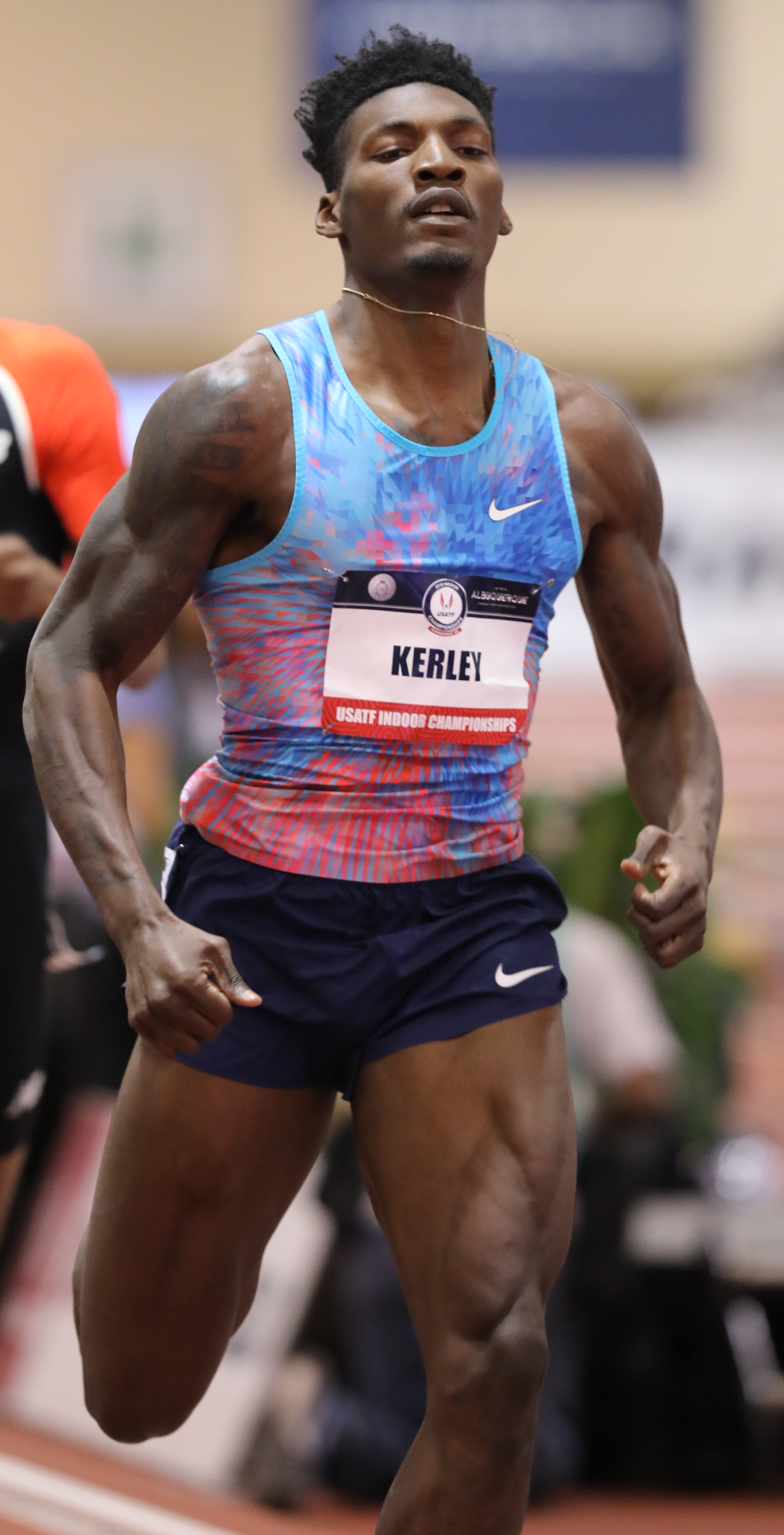
Bronzemedaillengewinner Fred Kerley

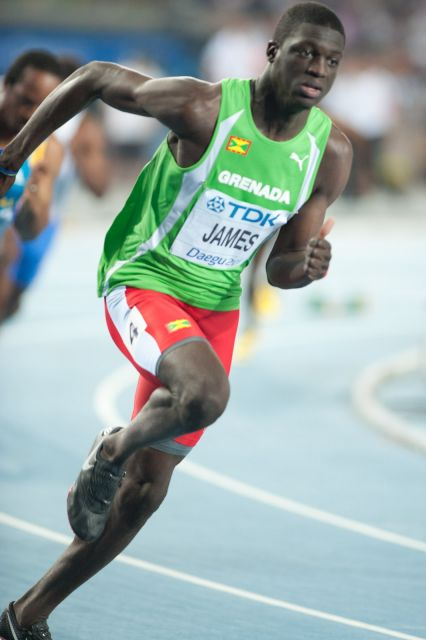
Kirani James kam auf den fünften Platz
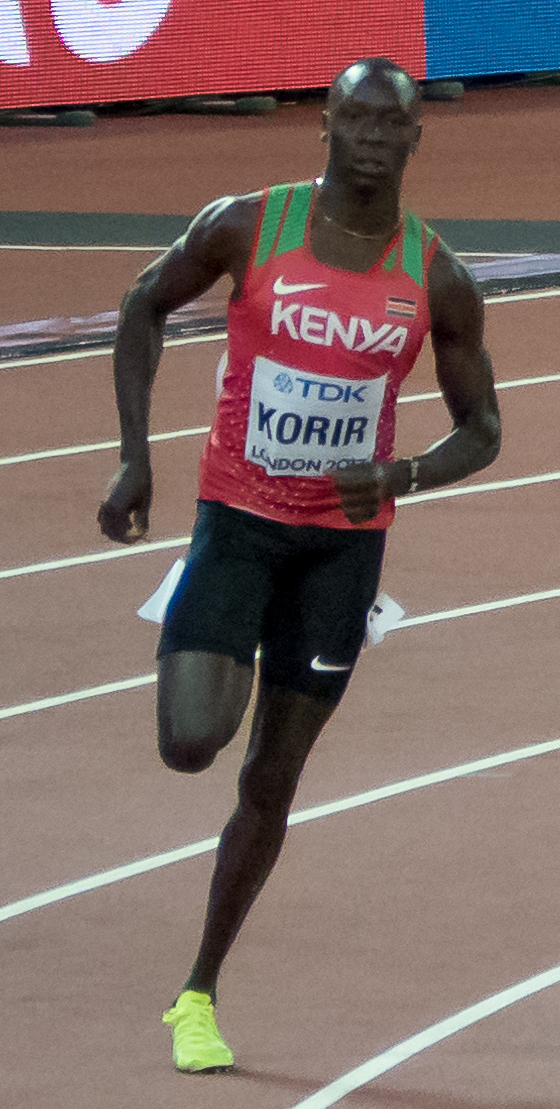
Emmanuel Korir wurde Sechster
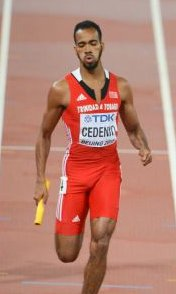
Machel Cedenio belegte Rang sieben
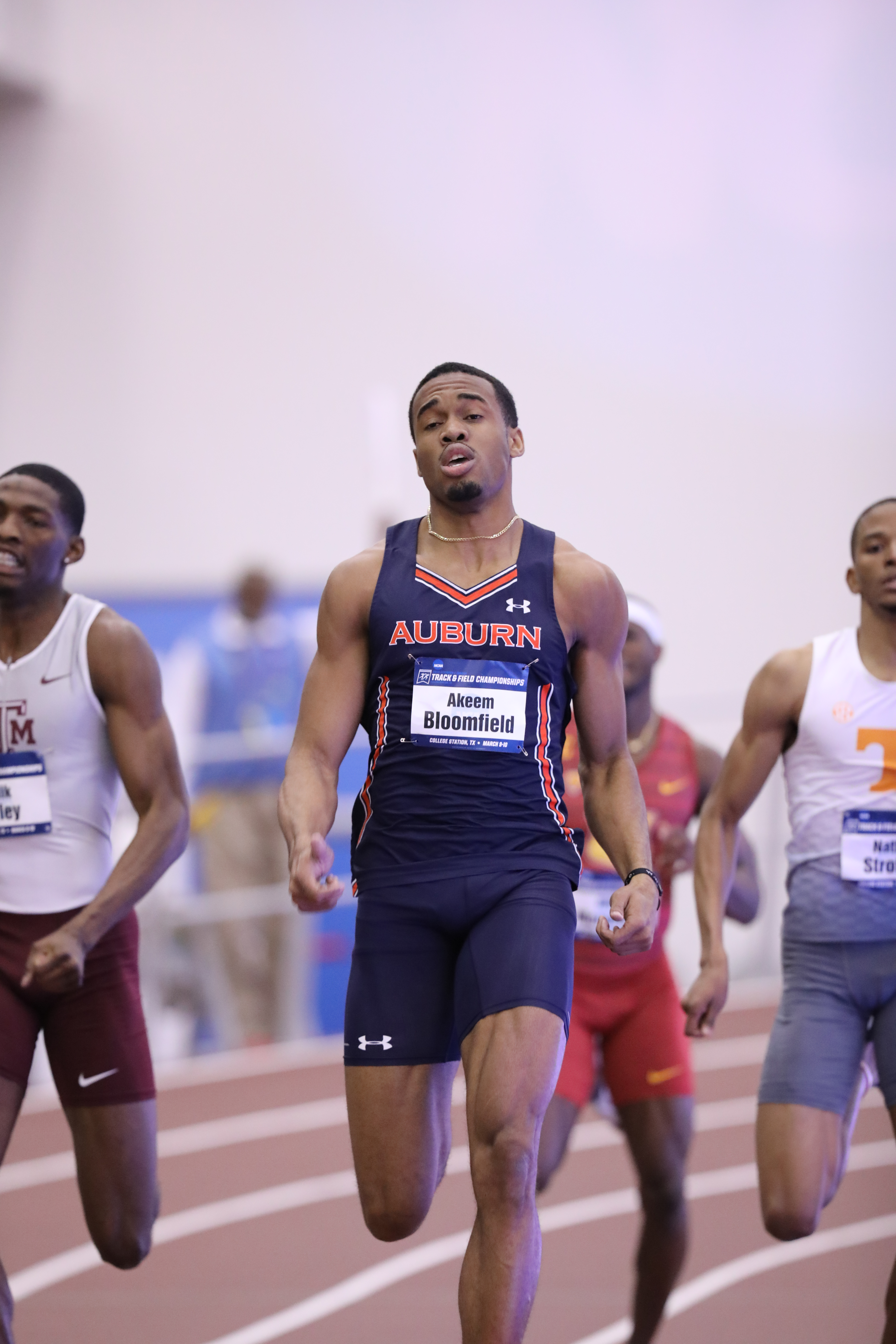
Der achtplatzierte Akeem Bloomfield

## Videolinks
- Men's 400m Final | World Athletics Championships Doha 2019, youtube.com, abgerufen am 12. März 2021
- Men's 400m Semi-Finals | World Athletics Championships Doha 2019, youtube.com, abgerufen am 12. März 2021